# Raja siwa
Raja siwa (Rostroraja alba) – gatunek drapieżnej, morskiej ryby chrzęstnoszkieletowej z rodziny rajowatych (Rajidae). Poławiana na niewielką skalę lokalnie oraz w wędkarstwie.

## Zasięg występowania
Wschodni Ocean Atlantycki wzdłuż wybrzeży Europy i Afryki oraz zachodnia część Morza Śródziemnego, na głębokościach od 30–600 m p.p.m. na dnie piaszczystym i kamienistym. 

## Charakterystyka

### Wygląd
Osiąga długość 230 centymetrów. Duża płaszczka o romboidalnym obrysie płetw piersiowych. Dorosłe osobniki szaro ubarwione z jasnymi plamami na grzbietowej części ciała. Część brzuszna biała. Żywi się rybami, krabami i krewetkami. 

### Rozmnażanie
Gatunek jajorodny. Rocznie składa od 55 do 156 jaj. Młode przez 18 miesięcy podążają za matką.